# ナコンラチャシーマ駅
ナコンラチャシーマ駅（ナコンラチャシーマえき、タイ語：สถานีรถไฟนครราชสีมา）は、タイ王国イーサーン地方ナコーンラーチャシーマー県ムアンナコーンラーチャシーマー郡にある、タイ国有鉄道東北本線の駅である。
駅は人口45万人が暮らすムアンナコーンラーチャシーマー郡にあり、県庁所在地である。町の中心部に位置する為、利便性が良い。駅の正面側（北側）が、市街地である。バンコクから263.65km地点に位置し、特急列車利用で4時間15分程度である。
通常は1日38本（19往復）の列車が発着し、正月やソンクランの日には臨時列車がある。2008年には約80万人が利用した。当駅を中心とするローカル列車の運行もあり、機関区も設置されている。
当駅の隣のタノンチラ駅及び2駅下り方（ノーンカーイ方面）のバーンコー駅にはコンテナ貨物の取扱施設が設けられており、コラート地区に発着する貨物を取り扱っている。

## 歴史
1900年11月11日に、東北本線の最初の計画区間であるクルンテープ駅 - ナコンラチャシーマ駅間が全通し、以後当駅の歴史がスタートした。当初はコラート駅と呼ばれていたが、1934年に現在の駅名に改称された。開業後当駅よりウボンラーチャターニーまで延伸させる事になり、最初の工事区間であるターチャンまでの区間が1922年5月1日に開業した。この時点で当駅は終着駅から中間駅となった。第二次世界大戦時に爆撃を受け、破壊されたが、1955年6月24日に再建された。
- 1897年3月26日 【開業】 クルンテープ駅 - アユタヤ駅 （71.08km）
- 1897年5月1日 【開業】アユタヤ駅 - ケンコーイ駅 （54.02km）
- 1898年3月3日 【開業】ケンコーイ駅 - ムワックレック駅 （27.20km）
- 1899年5月25日 【開業】ムワックレック駅 - パークチョン駅 （27.63km）
- 1900年11月11日 【開業】パークチョン駅 - ナコンラチャシーマ駅 （83.72km）
- 1922年5月1日 【開業】ナコンラチャシーマ駅 - ターチャン駅 （21.75km）
- 1934年 【駅名変更】コラート駅→ナコンラチャシーマ駅
- 1955年6月24日 【駅舎再建】ナコンラチャシーマ駅

## 駅構造
単式及び島式2面の複合型ホーム3面5線をもつ地上駅であり、駅舎はホームに面している。

## 駅周辺

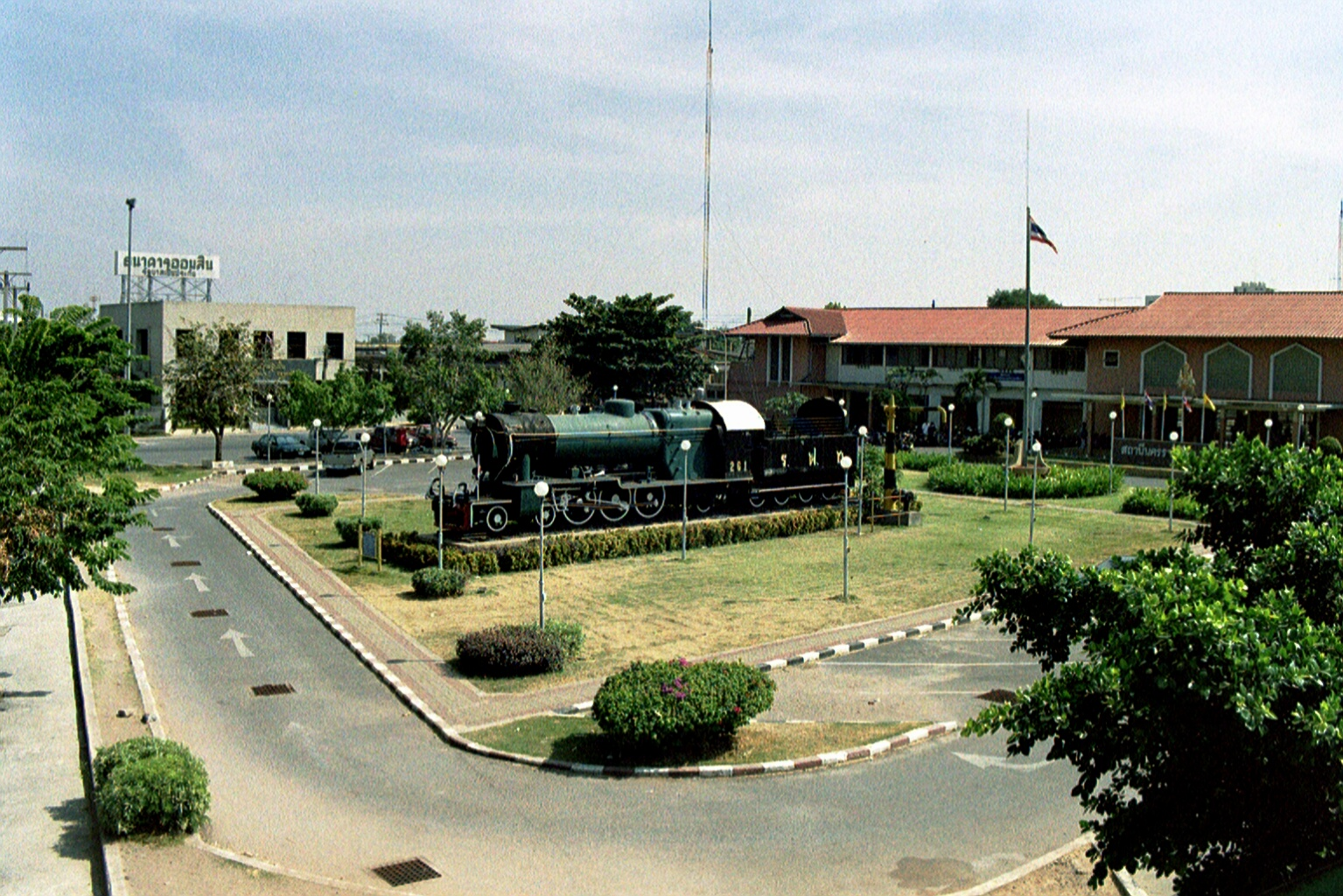
駅前の蒸気機関車261号機

駅前に、退役した蒸気機関車261号機（1928年Hanomag製、製造番号10601）が静態保存されている。
- バスターミナル（1.7km）